# Cine Gaumont
El Cine Gaumont es una sala cinematográfica que se encuentra frente a la Plaza Congreso, en la ciudad de Buenos Aires. Desde el año 2003 funciona en él el Espacio INCAA Km. 0.

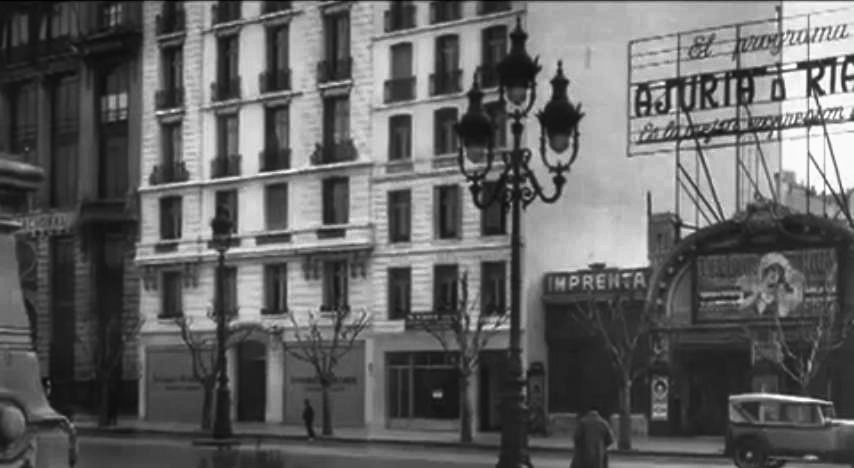
A la derecha, el antiguo Cine Gaumont creado en 1912. (Foto: AGN)

El cine fue fundado en 1914 con el nombre de Cinematógrafo de la Plaza del Congreso, pero a los pocos años ya se llamaba Gaumont Theatre, en referencia a Leon Gaumont. El actual edificio fue inaugurado en 1946, y es de estilo racionalista, con su fachada revestida en ladrillo, intercalado con bandas verticales blancas, y una franja horizontal de ladrillo de vidrio (ahora tapada por una marquesina) que brindaba iluminación natural al vestíbulo, que posee planta baja y dos escaleras laterales que suben al nivel del pullman, donde ahora funcionan las salas 2 y 3. Los interiores están revestidos en travertino nacional, y conservan la iluminación difusa original en estilo garganta, típica de los años '40.

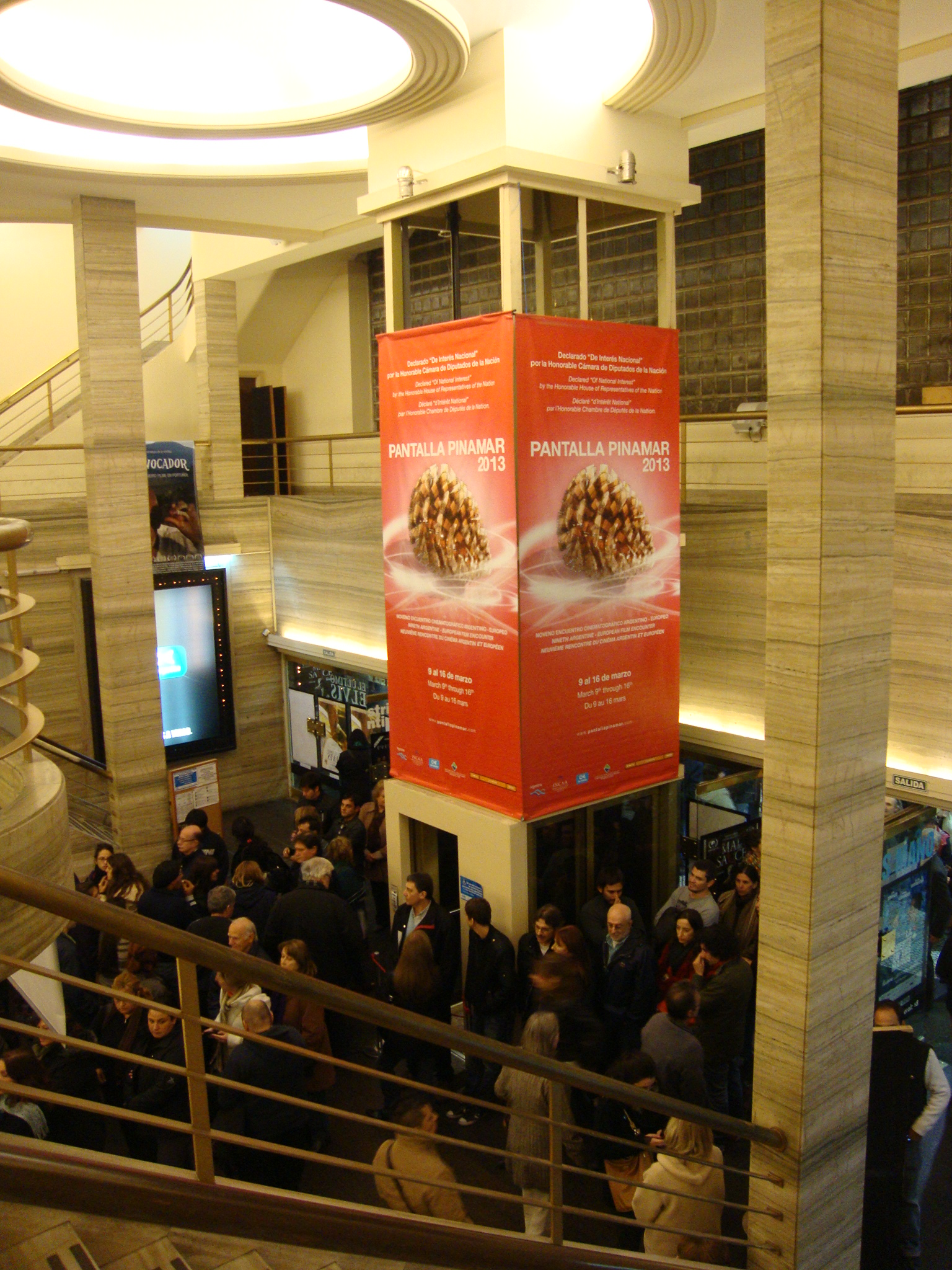
Vista del hall revestido en travertino, con la iluminación en garganta.

En 1956, la cabina de proyección fue modificada para adaptarla al nuevo sistema de pantalla ancha Cinemascope, y dos años después se presentó el sistema Cinerama. Durante las siguientes décadas, el Gaumont sería la competencia del Cine Callao, que se encontraba en Avenida Callao 27, hasta el momento de su cierre final en 1982.
En 1995, el Cine Gaumont fue remodelado para aumentar su capacidad, dividiéndolo en tres salas de menor tamaño, como ocurrió con la mayoría de los viejos cines de Buenos Aires que intentaron adaptarse para competir con los nuevos multicines de los centros comerciales.
En 2003, el Instituto Nacional de Cine y Artes Audiovisuales (INCAA) alquiló el Gaumont a sus propietarios, y lo transformó en el Espacio INCAA km 0, como primer paso de un proyecto para generar una red de salas para la proyección y fomento estatal al cine nacional a lo largo de todo el país. El 21 de junio de ese año, con la celebración de la entrega de los Premios Cóndor de Plata, encabezada por el Secretario de Cultura de la Ciudad, Jorge Telerman, y el director del INCAA, Jorge Coscia.
En abril de 2012, se anunció que los propietarios del edificio no renovarían el contrato de alquiler al INCAA, que vencería al año siguiente, para luego vender el cine con el objetivo de demolerlo y construir un emprendimiento inmobiliario. A los pocos días, el legislador porteño Juan Cabandié presentó el proyecto para proteger al Gaumont, apoyado por el INCAA y un repertorio de actores argentinos como Graciela Borges, Luis Puenzo y Pablo Echarri. Finalmente, el 6 de julio de ese año, la Legislatura de Buenos Aires aprobó la ley de protección estructural del edificio.
En enero de 2013, el Gaumont fue comprado por el INCAA, y cerrado por el plazo de dos meses para hacer la primera etapa de renovaciones edilicias: un cambio total de la cubierta, un techo de chapa a dos aguas que se encontraba muy deteriorado. A futuro, se realizaría la compra de un proyector digital 4K. Las obras de remodelación fueron inauguradas el 16 de julio de ese año por la presidenta Cristina Fernández, incluyendo el reemplazo de su techo, que ahora sostiene la antena satelital de Arsat, actualización técnica, habilitación de su escenario y camarines, decoración y butacas; en un evento en el cual además anunció la reglamentación de la Ley de Doblaje. Su capacidad total, desde que fue reciclado es de aproximadamente 1150 plateas: la sala mayor con 600, las otras dos más pequeñas con 300 y 250 butacas.